# 石堂山 (徳島県)
石堂山（いしどうやま）は、徳島県三好市と美馬郡つるぎ町にまたがり、剣山地の祖谷山系に属する標高1,636mの山である。

## 地理
山中にある石堂神社まで車道があり、そこから1時間40分で山頂に立てる。山頂は丸くて平らなことから、地元では石堂丸ともよばれる。山頂近くには、御塔石と呼ばれる8mほどの岩柱や、山名の由来にもなった、内部が石室になっている大工小屋石がある。展望はよく、矢筈山や津志嶽など、徳島の山々を臨める。

## ギャラリー

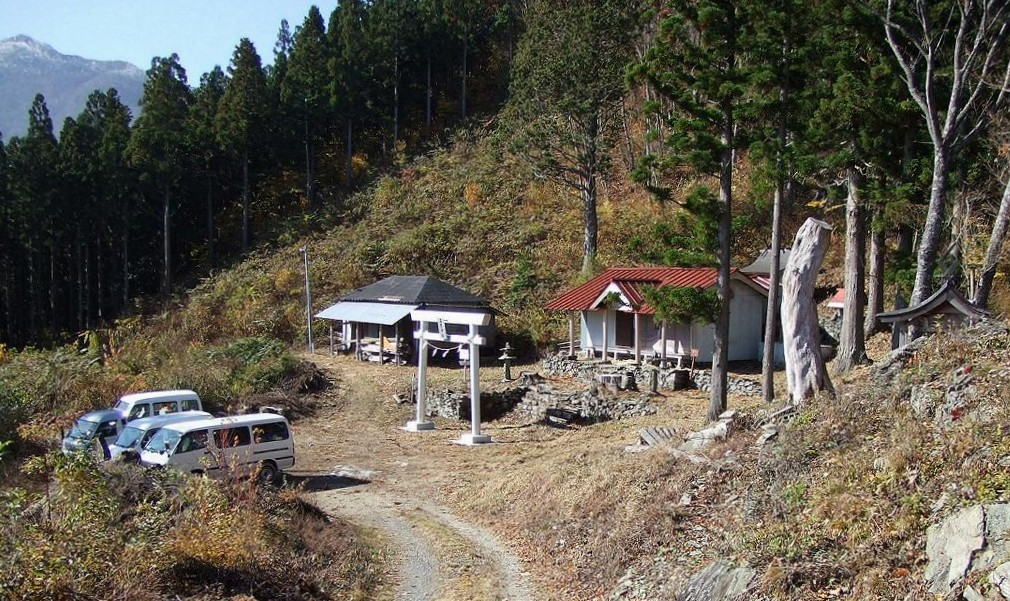
石堂神社
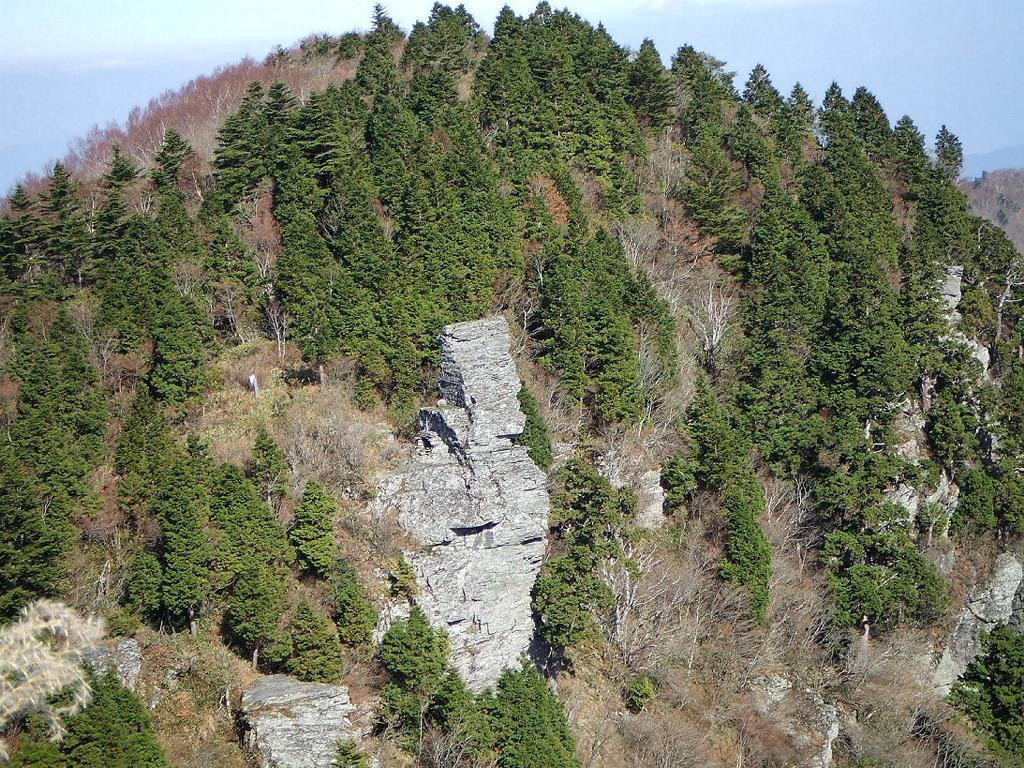
巨石群
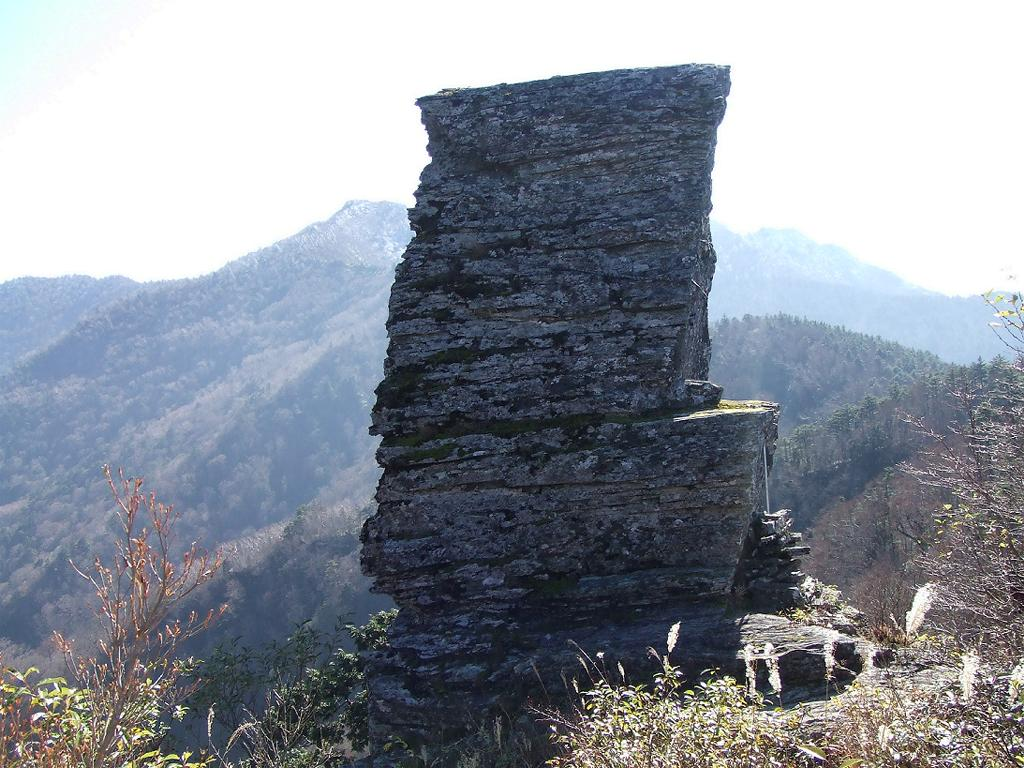
御塔石
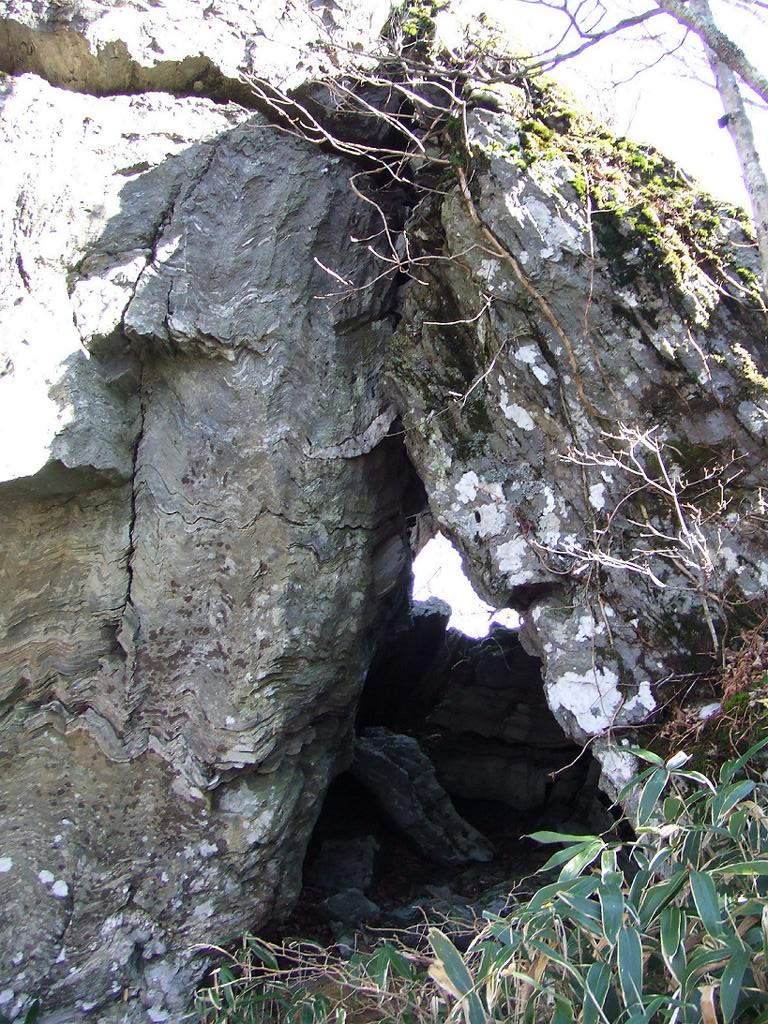
大工小屋石
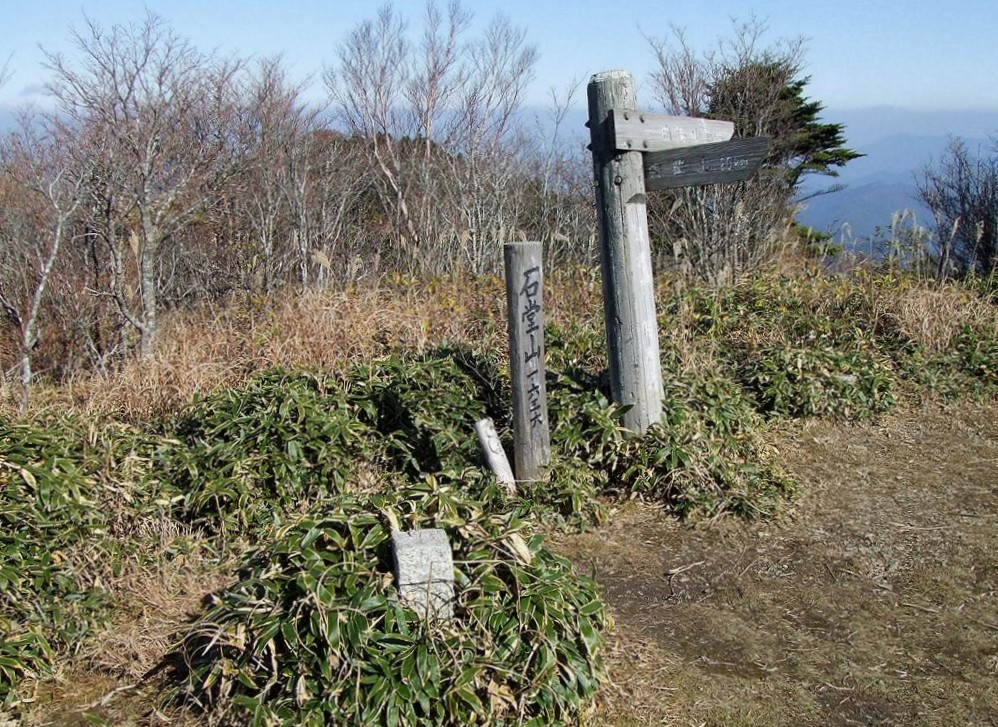
頂上